# Vania Larissa
Vania Larissa (Pontianak, Kalimantan Occidental, 18 de noviembre de 1995) es una cantante y reina de belleza indonesia. Ganó el título de Miss Indonesia en 2013 celebrado en Yakarta. Luego representó a Indonesia en Miss Mundo 2013, organizado en Bali, Indonesia, celebrado en septiembre del 2013.
Vania también es una cantante profesional, que cantó desde sus 9 años de edad. Se especializó en música seriosa y ganó un concurso de canto en 2009 y en un concurso nacional de canto, dirigido para estudiantes en 2008. También fue ganadora de un concurso de talentos de "Indonesia's Got Talent" en 2010, organizado por Indosiar y Fremantlemedia, convirtiéndose en la única intérprete femenina.

## Discografía

### Álbum de estudio
| Año  | Información                                                              |
| ---- | ------------------------------------------------------------------------ |
| 2012 | KebaikanMu Penuh - First studio album - Label: Impact Music - Format: CD |

### Compilación de álbumes
| Año  | Información                                         |
| ---- | --------------------------------------------------- |
| 2011 | Damai BersamaMu - Label: Music Factory - Format: CD |

### Nombre del álbem de la canción
- "Rahasia" (2011)